# Bragasellus stocki
Bragasellus stocki är en kräftdjursart som beskrevs av Henry och Guy Magniez 1988. Bragasellus stocki ingår i släktet Bragasellus och familjen sötvattensgråsuggor. Inga underarter finns listade i Catalogue of Life.